# Pteralbis peregrinus
Pteralbis peregrinus là một loài ruồi trong họ Asilidae. Pteralbis peregrinus được Carrera & Machado-Allison miêu tả năm 1963. Loài này phân bố ở vùng Tân nhiệt đới.